# George Camsell
George Henry Camsell, né le 27 novembre 1902 dans le comté de Durham, en Angleterre, et mort le 7 mars 1966, est un footballeur international anglais évoluant au poste d'attaquant. 
George Camsell passe la majeure partie de sa carrière au Middlesbrough Football Club. En l'espace de quinze saisons et 418 matchs avec le club anglais, il inscrit près de 325 buts. Son total de 59 buts lors de la saison 1926-1927 constitue un record en First Division jusqu'à ce que Dixie Dean, la saison suivante, parvienne à en inscrire un de plus avec l'Everton Football Club. Sélectionné à neuf reprises en équipe d'Angleterre, il détient à ce jour le meilleur ratio de buts avec la sélection, avec deux buts marqués par match.

## Biographie

### Carrière de footballeur

#### Carrière en club
George Henry Camsell commence sa carrière de footballeur dans le club de sa ville natale, le Durham City A.F.C., après des passages au Esh Winning FC et au Tow Law Town AFC, en parallèle de son emploi de mineur. Il attire l'attention du Middlesbrough Football Club après avoir marqué vingt buts en seulement 21 matchs de championnat et signe donc pour Middlesbrough le 6 octobre 1925, pour la somme de £500. Il fait ses débuts dans son nouveau club face à Nottingham Forest, le 31 octobre 1925.
Camsell détient le record du club de Middlesbrough de 59 buts en League Division Two (en 37 matchs) et de 63 buts toutes compétitions confondues lors de la seule saison 1926-1927. Cette performance constitue un record dans le football anglais, mais Dixie Dean parvient à le surpasser la saison suivante en marquant un but de plus que Camsell,. Le club de Middlesbrough obtient durant cette même saison son ticket pour la First Division. Après une relégation la saison suivante et ce malgré 33 buts de Camsell, le club s'installe dans la catégorie reine du football anglais dès la saison 1929-1930.
George Camsell joue son dernier match de championnat avec Middlesbrough contre Leicester City au Ayresome Park le 10 avril 1939, lors d'une victoire 3-2; Camsell ouvre le score. Entre 1925 et 1939, Camsell marque 345 buts en 453 matchs pour Middlesbrough. Camsell inscrit un total de vingt-quatre hat tricks pour le club de Middlesbrough durant toute sa carrière.

#### Carrière internationale
George Camsell dispute un total de neuf rencontres sous le maillot de l'équipe d'Angleterre et marque dix-huit buts pour son pays,. Parmi ces réalisations, Camsell inscrit un hat trick lors d'une large victoire 6-0 contre les Gallois, le 20 novembre 1929 et un quadruplé contre la Belgique, le 11 mai 1929. Il marque au moins un but lors de chaque match auquel il participe avec l'Angleterre et reste dans les mémoires comme le buteur le plus prolifique dans l'histoire du football anglais. Seul Steve Bloomer a fait mieux que Camsell dans les années 1890, en marquant lors de dix matchs d'affilée disputés sous le maillot anglais.
| N° | Compétition               | Date             | Lieu                     | Adversaire     | Score | But(s) |
| -- | ------------------------- | ---------------- | ------------------------ | -------------- | ----- | ------ |
| 1  | Match amical              | 9 mai 1929       |                          | France         | 1 - 4 | 1      |
| 2  | Match amical              | 11 mai 1929      |                          | Belgique       | 1 - 5 | 1      |
| 3  | British Home Championship | 19 octobre 1929  | Windsor Park, Belfast    | Irlande        | 0 - 3 | 1      |
| 4  | British Home Championship | 20 novembre 1929 | Wembley Stadium, Londres | Pays de Galles | 6 - 0 | 2      |
| 5  | Match amical              | 6 décembre 1933  |                          | France         | 4 - 1 | 2      |
| 6  | Match amical              | 4 décembre 1935  |                          | Allemagne      | 3 - 0 | 3      |
| 7  | British Home Championship | 4 avril 1936     | Wembley Stadium, Londres | Écosse         | 1 - 1 | 2      |
| 8  | Match amical              | 6 mai 1936       |                          | Autriche       | 2 - 1 | 4      |
| 9  | Match amical              | 9 mai 1936       |                          | Belgique       | 3 - 2 | 2      |

Légende
- Match amical
- Victoire
- Nul
- Défaite

### Carrière d'entraîneur
Pendant la Seconde Guerre mondiale, Camsell travaille dans les usines locales. Après la guerre, il intègre l'encadrement du Middlesbrough Football Club, d'abord en tant que recruteur, poste auquel il découvrira Brian Clough, avant de devenir entraîneur puis adjoint du président du club.

### Mort et héritage
Camsell prend sa retraite du monde du football en 1963 et meurt trois ans plus tard, en 1966, à l'âge de 63 ans, peu avant la coupe du monde de 1966. Une partie du stade de Middlesbrough, le Riverside Stadium porte le nom de Camsell après sa mort. En 2015, des discussions interviennent au sujet de l'installation d'une statue en dehors du stade, aux côtés de celles de George Hardwick et Wilf Mannion. L'un des porte-paroles du club déclare alors qu'un tel geste ne peut être refusé et ajoute qu'« en tant que club, nous honorons et respectons nos anciens héros et George Camsell est à coup sûr l'un de ces héros. »

## Statistiques
| Saison                | Club                  | Championnat           | Championnat | Championnat | Coupe(s) nationale(s) | Coupe(s) nationale(s) | Angleterre | Angleterre | Total | Total |
| Saison                | Club                  | Division              | M.          | B.          | M.                    | B.                    | M.         | B.         | M.    | B.    |
| 1925-1926             | Middlesbrough         | Second Division       | 4           | 3           | 0                     | 0                     | 0          | 0          | 4     | 3     |
| 1926-1927             | Middlesbrough         | Second Division       | 37          | 59          | 3                     | 4                     | 0          | 0          | 40    | 63    |
| 1927-1928             | Middlesbrough         | First Division        | 40          | 33          | 3                     | 4                     | 0          | 0          | 43    | 37    |
| 1928-192̈9             | Middlesbrough         | Second Division       | 40          | 30          | 3                     | 3                     | 2          | 6          | 45    | 39    |
| 1929-1930             | Middlesbrough         | First Division        | 34          | 29          | 4                     | 2                     | 2          | 5          | 40    | 36    |
| 1930-1931             | Middlesbrough         | First Division        | 37          | 32          | 2                     | 0                     | 0          | 0          | 39    | 32    |
| 1931-1932             | Middlesbrough         | First Division        | 37          | 20          | 2                     | 0                     | 0          | 0          | 39    | 20    |
| 1932-1933             | Middlesbrough         | First Division        | 31          | 17          | 4                     | 1                     | 0          | 0          | 35    | 18    |
| 1933-1934             | Middlesbrough         | First Division        | 36          | 23          | 2                     | 1                     | 1          | 2          | 39    | 26    |
| 1934-1935             | Middlesbrough         | First Division        | 26          | 14          | 2                     | 0                     | 0          | 0          | 28    | 14    |
| 1935-1936             | Middlesbrough         | First Division        | 38          | 28          | 4                     | 4                     | 4          | 5          | 46    | 37    |
| 1936-1937             | Middlesbrough         | First Division        | 23          | 18          | 1                     | 0                     | 0          | 0          | 24    | 18    |
| 1937-1938             | Middlesbrough         | First Division        | 24          | 9           | 3                     | 1                     | 0          | 0          | 27    | 10    |
| 1938-1939             | Middlesbrough         | First Division        | 11          | 10          | 2                     | 0                     | 0          | 0          | 13    | 10    |
| Total sur la carrière | Total sur la carrière | Total sur la carrière | 418         | 325         | 35                    | 20                    | 9          | 18         | 462   | 363   |